# Procambarus catemacoensis
Procambarus catemacoensis är en kräftdjursart som beskrevs av Rojas, Alvarez och Villalobos 2000. Procambarus catemacoensis ingår i släktet Procambarus och familjen Cambaridae. IUCN kategoriserar arten globalt som akut hotad. Inga underarter finns listade i Catalogue of Life.